# Holger Crafoord

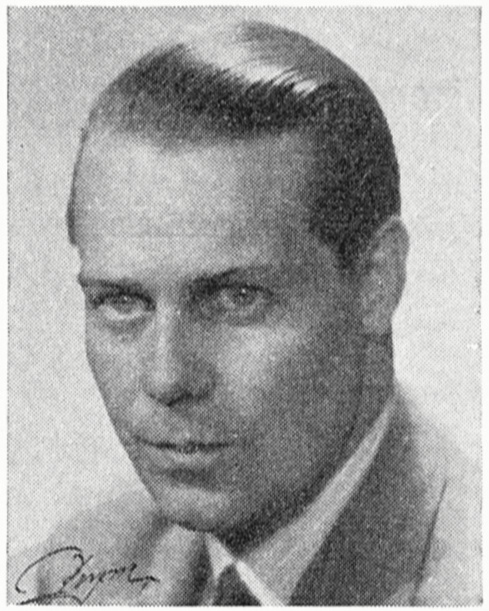

Holger Crafoord (AFI: [ˌhɔlːgəɹ ˈkrafːɔɖ], Estocolmo, 1908 — 1982) foi um industrial sueco.
Após a formatura em economia começou sua carreira profissional nas indústrias de embalagens Åkerlund & Rausing e Tetra Pak. Em 1964 fundou em Lund, Suécia, a firma Gambro, que produz a máquina de diálise desenvolvida por Nils Alwall. Para a fundação da firma Crafoord vendeu sua parte das firmas Åkerlund & Rausing e TetraPak a seu parceiro de negócios Ruben Rausing.
Leva seu nome o Prêmio Crafoord, que foi estabelecido por ele em 1980.